# Noorwegen op de Olympische Zomerspelen 1900
Noorwegen nam voor het eerst deel aan de Spelen bij de Olympische Zomerspelen 1900 in Parijs. De resultaten van de Noorse atleten worden door het Internationaal Olympisch Comité apart gehouden van die van Zweden. Dit ondanks de Unie tussen Zweden en Noorwegen destijds.
Noorwegen eindigde met 5 medailles op de 16e plaats in het medailleklassement.

## Medailleoverzicht
| Sport       | Olympiër                                                            | Discipline                          | Medaille |
| ----------- | ------------------------------------------------------------------- | ----------------------------------- | -------- |
| Schietsport | Ole Østmo                                                           | 300m geweer staand (m)              | Zilver   |
| Schietsport | Olaf Frydenlund Hellmer Hermandsen Ole Østmo Ole Sæther Tom Seeberg | 300m geweer 3 houdingen team (m)    | Zilver   |
| Atletiek    | Carl-Albert Andersen                                                | polsstokhoogspringen (m)            | Brons    |
| Schietsport | Ole Østmo                                                           | 300m geweer liggend (m)             | Brons    |
| Schietsport | Ole Østmo                                                           | 300m militair geweer 3 houdingen(m) | Brons    |

## Deelnemers en resultaten

### Atletiek
| Olympiër             | Discipline               | Resultaat | Prestatie             |
| -------------------- | ------------------------ | --------- | --------------------- |
| Yngvar Bryn          | 100m (m)                 | DNS       | serie 6: niet gestart |
| Yngvar Bryn          | 200m (m)                 | series    | serie 2: 3de          |
| Yngvar Bryn          | 400m (m)                 | series    | serie 2: 5de          |
| Carl-Albert Andersen | hoogspringen (m)         | 4e        | 1,70m                 |
| Carl-Albert Andersen | polsstokhoogspringen (m) | Brons     | 3,20m                 |

### Schietsport
| Olympiër                                                            | Discipline                           | Resultaat | Prestatie   |
| ------------------------------------------------------------------- | ------------------------------------ | --------- | ----------- |
| Olaf Frydenlund                                                     | 300m militair geweer staand (m)      | 16e       | 271 punten  |
| Helmer Hermandsen                                                   | 300m militair geweer staand (m)      | 9e        | 280 punten  |
| Ole Østmo                                                           | 300m militair geweer staand (m)      | Zilver    | 299 punten  |
| Ole Sæther                                                          | 300m militair geweer staand (m)      | 26e       | 239 punten  |
| Tom Seeberg                                                         | 300m militair geweer staand (m)      | 13e       | 275 punten  |
| Olaf Frydenlund                                                     | 300m militair geweer knielend (m)    | 27e       | 259 punten  |
| Helmer Hermandsen                                                   | 300m militair geweer knielend (m)    | 13e       | 290 punten  |
| Ole Østmo                                                           | 300m militair geweer knielend (m)    | 15e       | 289 punten  |
| Ole Sæther                                                          | 300m militair geweer knielend (m)    | 12e       | 293 punten  |
| Tom Seeberg                                                         | 300m militair geweer knielend (m)    | 21e       | 272 punten  |
| Olaf Frydenlund                                                     | 300m militair geweer liggend (m)     | 22e       | 287 punten  |
| Helmer Hermandsen                                                   | 300m militair geweer liggend (m)     | 10e       | 308 punten  |
| Ole Østmo                                                           | 300m militair geweer liggend (m)     | Brons     | 329 punten  |
| Ole Sæther                                                          | 300m militair geweer liggend (m)     | 18e       | 298 punten  |
| Tom Seeberg                                                         | 300m militair geweer liggend (m)     | 16e       | 301 punten  |
| Olaf Frydenlund                                                     | 300m militair geweer 3 houdingen (m) | 24e       | 817 punten  |
| Helmer Hermandsen                                                   | 300m militair geweer 3 houdingen (m) | 13e       | 878 punten  |
| Ole Østmo                                                           | 300m militair geweer 3 houdingen (m) | Brons     | 917 punten  |
| Ole Sæther                                                          | 300m militair geweer 3 houdingen (m) | 20e       | 830 punten  |
| Tom Seeberg                                                         | 300m militair geweer 3 houdingen (m) | 17e       | 848 punten  |
| Olaf Frydenlund Hellmer Hermandsen Ole Østmo Ole Sæther Tom Seeberg | 300m geweer 3 houdingen team (m)     | Zilver    | 4290 punten |

Argentinië · Australië · België · Bohemen · Brits-Indië · Canada · Cuba · Denemarken · Duitsland · Frankrijk · Griekenland · Groot-Brittannië · Haïti · Hongarije · Iran · Italië · Luxemburg · Mexico · Nederland · Noorwegen · Oostenrijk · Peru · Roemenië · Rusland · Spanje · Verenigde Staten · Zweden · Zwitserland · Gemengde teams